# چهره‌پانی
چهره‌پانی (به انگلیسی: Charra Pani) یک روستا در پاکستان است که در پنجاب واقع شده‌است.